# Université Eftimie-Murgu
L'université Eftimie-Murgu est une université  fondée en 1992 et située à Reșița, en Roumanie. 